# (3947) Swedenborg
(3947) Swedenborg est un astéroïde de la ceinture principale.

## Description
(3947) Swedenborg est un astéroïde de la ceinture principale. Il fut nommé en honneur de Emanuel Swedenborg. Il fut découvert le 1er décembre 1983 à la station Anderson Mesa par Edward L. G. Bowell. Il présente une orbite caractérisée par un demi-grand axe de 3,10 UA, une excentricité de 0,15 et une inclinaison de 5,4° par rapport à l'écliptique.

## Compléments